# Сорога (река)
Сорога — река в России, протекает в Осташковском районе Тверской области. Река вытекает из болота Кукаревский Мох. Устье реки находится у оз. Селигер. Длина реки составляет 27 км, площадь водосборного бассейна 158 км². Около устья ширина реки — 16 м, глубина — 1,1 м.
На берегу реки стоит деревня Зорино Сорожского сельского поселения. Деревня Сорога (центр Сорожского сельского поселения) стоит на берегу залива, рядом с устьем реки Сороги, на противоположном берегу стоит деревня Покровское.
В Сорогу впадают справа два притока: Чащивка и Плясна
Гидроним балтийского происхождения, подвергшийся восточнославянскому полногласию, ср. лит. sargas «сторож».

## Данные водного реестра
По данным государственного водного реестра России относится к Верхневолжскому бассейновому округу, водохозяйственный участок реки — Волга от Верхневолжского бейшлота до города Зубцов, без реки Вазуза от истока до Зубцовского гидроузла, речной подбассейн реки — бассейны притоков (Верхней) Волги до Рыбинского водохранилища. Речной бассейн реки — (Верхняя) Волга до Куйбышевского водохранилища (без бассейна Оки).
Код объекта в государственном водном реестре — 08010100412110000000465.